# مارجريت التمان
مارجريت ألتمان (بالإنجليزية: Margaret Altmann)‏ (من مواليد 1900- تُوفيت عام 1984) وهي عالمة بيولوجية ألمانية أمريكية ركزت في أبحاثها على تربية الحيوان ودراسة علم النفس الحيوي. كانت واحدة من أوائل النساء اللواتي يعملن في مجالات علم النفس الحيوي، وعلم الازهار وعلم سلوك الحيوان (الإيثولوجيا) وخاصة على الماشية.

## حياتها وتعليمها
ولدت مارغريت التمان في برلين، ألمانيا. عملت في إدارة الإنتاج النباتي. حضرت جامعة بون للاقتصاد الريفي. حصلت على الدكتوراه من بون في عام 1928. وبعد التخرج، مكثت في ألمانيا وعملت في صناعة المزارع الحكومية وركزت على تربية حيوانات وخاصة المواشي. في عام 1933، انتقلت إلى الولايات المتحدة وحضرت جامعة كورنيل. حصلت على شهادة الدكتوراه الثانية من كورنيل، مع درجة في تربية الحيوان من قسم علم النفس الحيوي. حصلت ألتمان على الجنسية الأمريكية في عام 1933.

## عملها
بدأت ألتمان العمل في معهد هامبتون، حيث كانت تعمل كأستاذة مشاركة. ثم درست علم الوراثة الحيوانية وتربية الحيوان. وفي النهاية بدأت العمل على الثدييات البرية الكبيرة ونقلها إلى ولاية كولورادو. من 1948 حتى 1956 عاشت في ولاية كولورادو وكانت تعمل في مركز للبحوث البيولوجية. خلال هذا الوقت، بدأت دراسة علم النفس الحيوي. درست في كلية كينيون. من 1959 حتى 1969 درّست في جامعة كولورادو. وتقاعدت في عام 1969 وأصبحت أستاذة بارزة. عملت لاري سكوير تحتها أثناء قيامها ببعض الأبحاث في جاكسون هول، وايومنغ. وصف سكوير ألتمان بأنها «شخصية مثيرة للاهتمام». أثناء وجودها في وايومنغ، قامت بالبحث عن ركوب الخيل وتعليم الآخرين ركوب الدراجات.
كانت عضوة في الجمعية الأمريكية لعلماء الثدييات لمدة عشرين عامًا ونُشرت أعمالها في مجلة "Mammalogy". وكانت أيضًا عضوة في جمعية علم الوراثة الأمريكية والجمعية الأمريكية لتقدم العلوم.

## تراث
في عام 1986، عقدت جامعة أريزونا ندوة حول الحافريات على شرف ألتمان.

## الأعمال المنشورة
- مارجريت ألتمان، «دراسة السلوك في مجموعة بغل الحصان.» قياس العلاقات الاجتماعية. 14.4 (1951)، pp. 351–354.
- شيزار، يرثيمر ومارجريت ألتمان. «رائدة وعرة في الحقول الوعرة». مجلة تاريخ العلوم السلوكية 24: 102–106. doi: 10.1002/1520-6696(198801)24:1<102::AID-JHBS2300240121>3.0.CO;2-O